# Sourvein
A Sourvein amerikai sludge metal zenekar, amely 1993-ban alakult az észak-karolinai Cape Fear-ben. Pályafutásuk alatt négy nagylemezt, három EP-t és több kislemezt is megjelentettek.
Eredetileg "Bent" volt a nevük, amelyet "Sour Vain"-re változtattak, mivel "Bent" néven már létezett egy punkegyüttes. Jelenlegi nevük egy koncertjük plakátján található elírásból származik.

## Diszkográfia
- Sourvein / Buzzoven (1995)
- He's No Good to Me Dead (split lemez a Negative Reaction-nel, a Grieffel, a Subsanity-vel és a Bongzillával, 1998)
- s/t (Salvation címen is ismert, 1999)
- Will to Mangle (2002)
- Sourvein / Rabies Caste (2004)
- Emerald Vulture EP (2005)
- Sourvein / Church of Misery (2006)
- Ghetto Angel EP (2007)
- Imperial Bastard EP (2008)
- Heavyweight Black (split lemez a Blood Island Raiders-szel, 2009)
- Black Fangs (2011)[2]
- Sourvein / Coffins (2012)
- Sourvein / Graves at Sea (2014)
- Aquatic Occult (2016)

## Tagok
- T.roy
- Jeffe
- Lou
- Spider

## Korábbi tagok
- Liz Buckingham - gitár
- Sleepy Floyd - gitár
- Josh C. - gitár, basszusgitár
- Charlie Mack - basszusgitár
- Slim Spencer - dob